# Poděbrady III
Poděbrady III jsou část města Poděbrady v okrese Nymburk. Nachází se na severovýchodě Poděbrad. Je zde evidováno 1424 adres.
Poděbrady III leží v katastrálním území Poděbrady o výměře 13,54 km².
Část Poděbrady III zahrnuje Kostelní Předměstí a Žižkovo Předměstí neboli Žižkov. Do části Poděbrady III spadá železniční nádraží a přilehlé autobusové stanoviště, hlavní část lázeňského parku s náměstím T. G. Masaryka, hlavní část lázeňského areálu (Letní a Centrální lázně, Lázeňská kolonáda, hotel Libenský a Zimní lázně), náměstí 5. května, Riegrovo náměstí s Riegrovým pramenem a autobusovými zastávkami, Purkyňovy sady, Tyršovy sady, náměstí Anežky České s kostelem Povýšení sv. Kříže a farou s titulem děkanství či proboštství, Polabské muzeum, Kubovy sady, plavební komora, ostrov a část jezu na Labi, labské rameno Skupice, Primátorské ostrovy, rozsáhlá přírodní památka Louky u Choťánek, část toku Labe, kemp u ústí Cidliny a autokemp Golf, vysílací stanice obklopená golfovým areálem, sady S. K. Neumanna s funkcionalistickou vodárenskou věží, sportovní areál, areál správy a údržby silnic, Poděbradská bažantnice, zahrádkářská kolonie Za Bažantnicí a vlastní Žižkovo předměstí.  

## Galerie

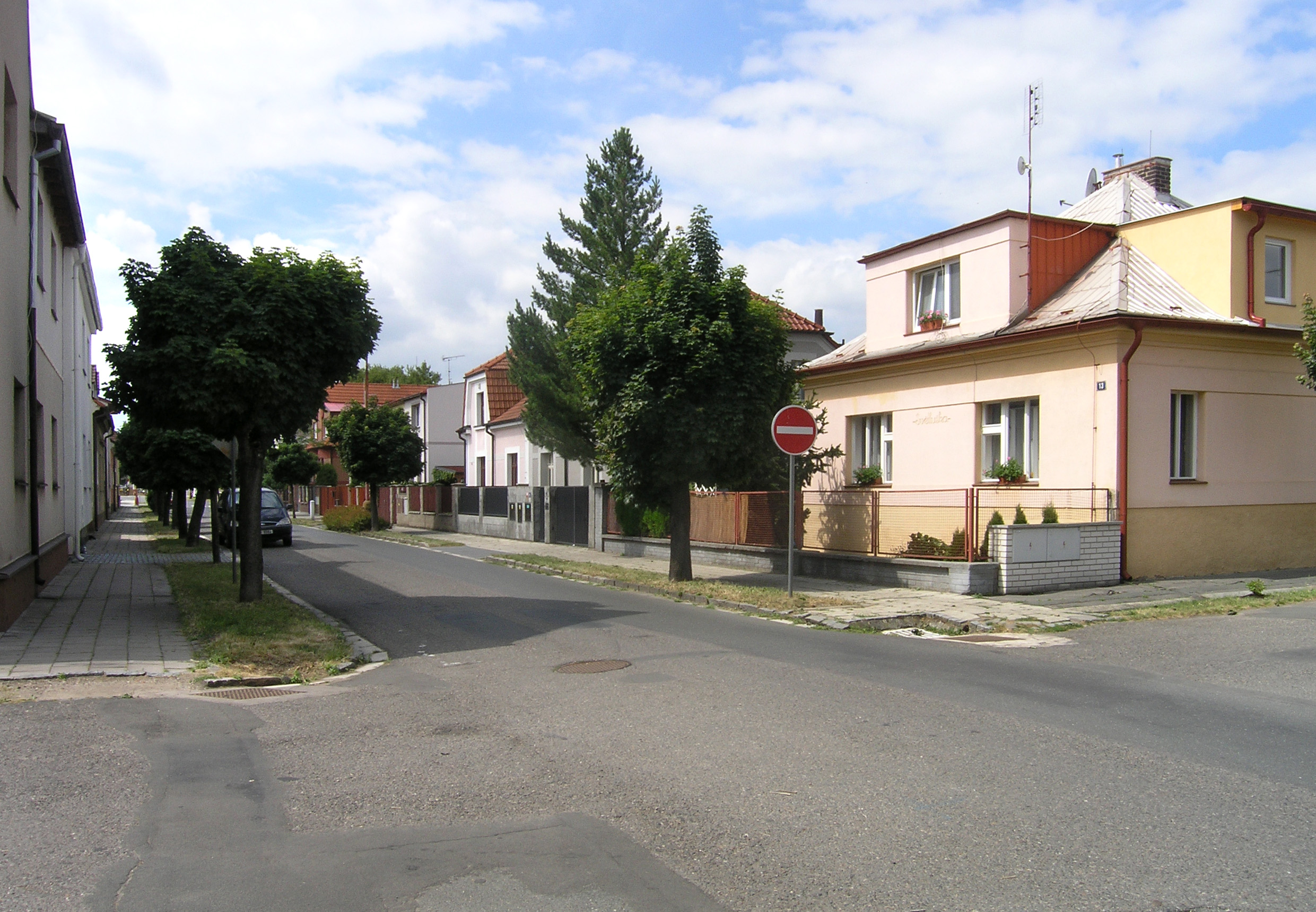
Vilky v Budovcově ulici
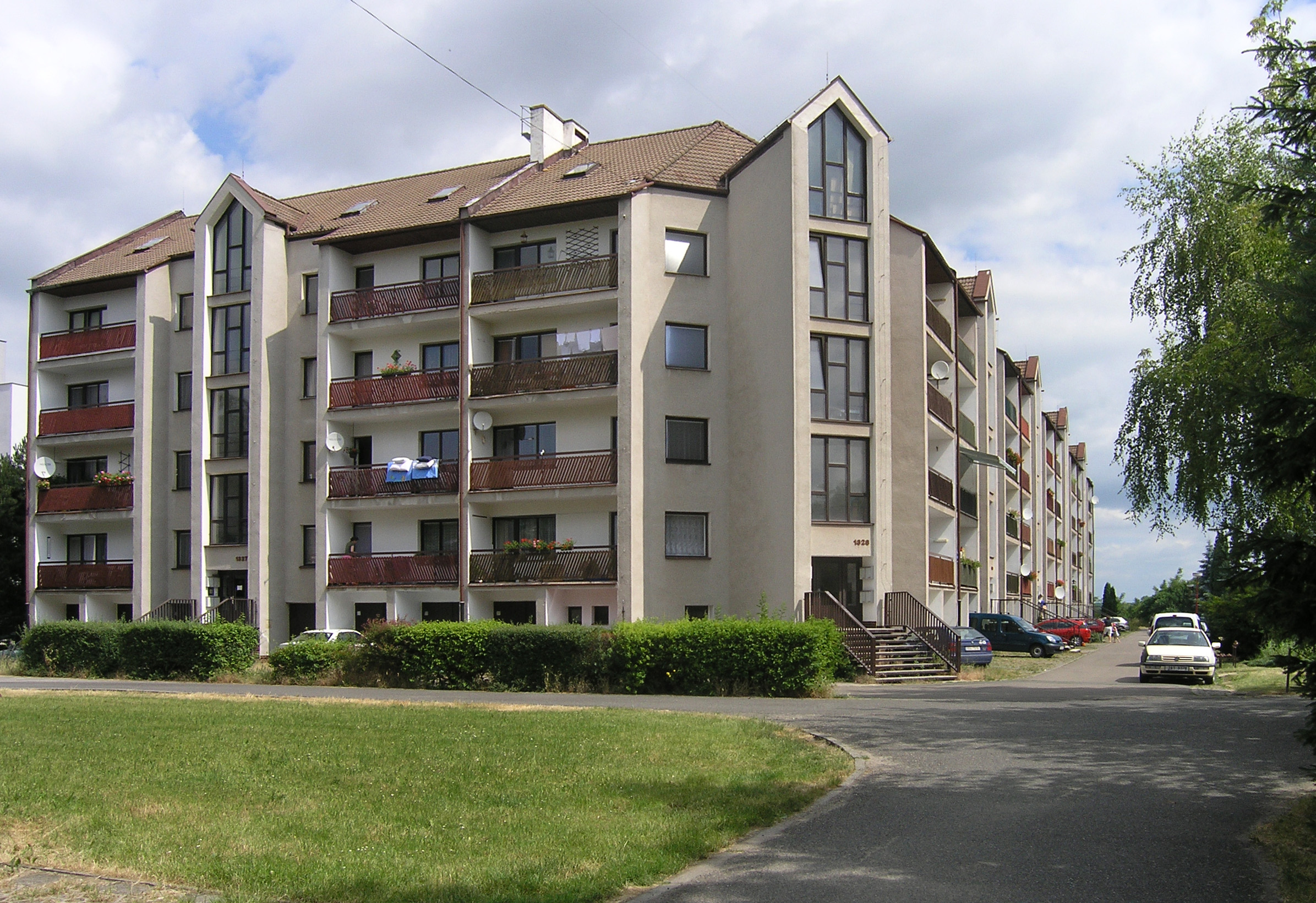
Moderní paneláky v Moučné ulici
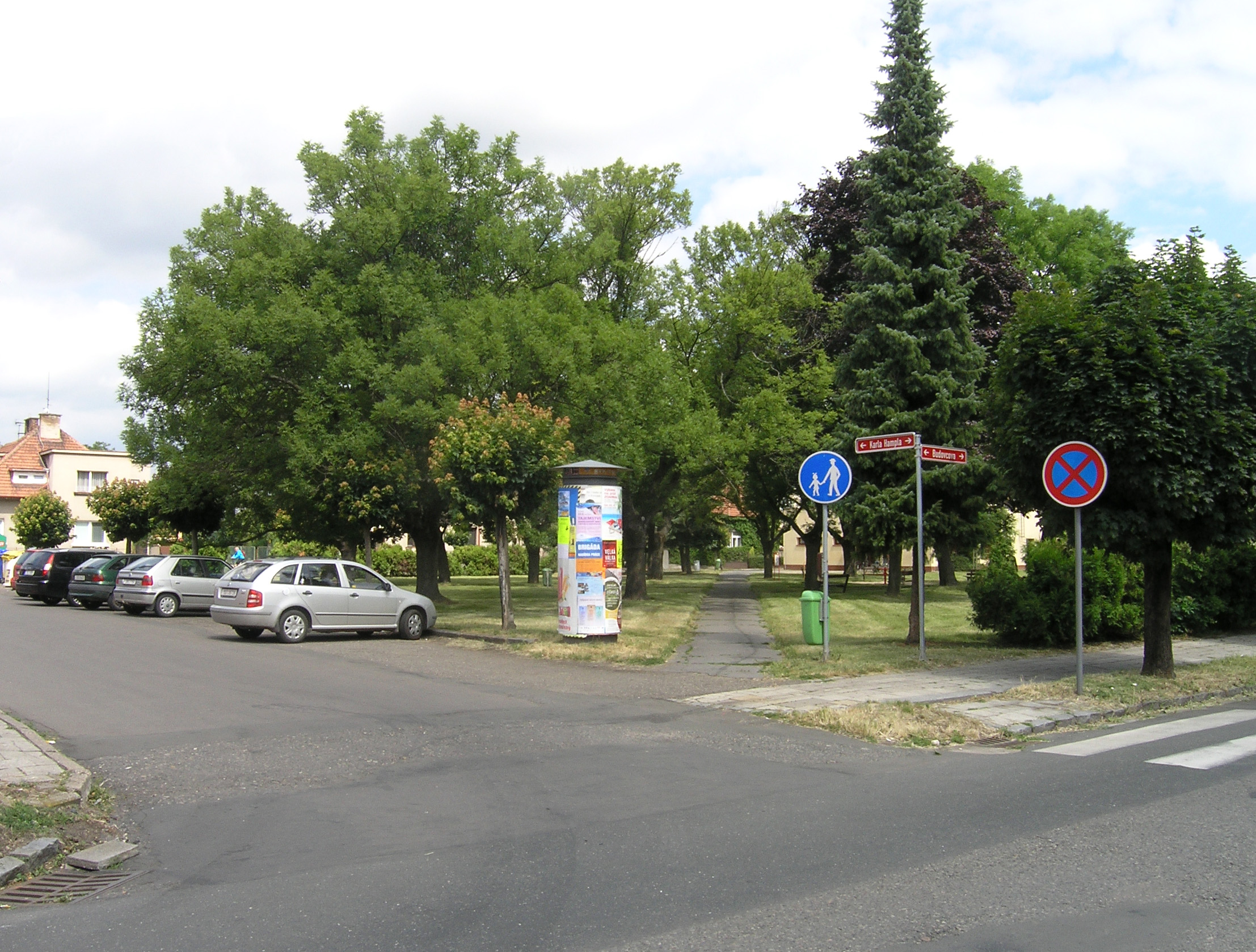
Parčík u Budovcovy ulice